# Viaduc de la Horvaie
Le viaduc de la Horvaie a été construit par Louis Harel de la Noë pour les chemins de fer des Côtes-du-Nord. Ce viaduc en courbe est situé sur la commune de Plérin. Il fut utilisé par la ligne Saint-Brieuc - Plouha. Il est situé entre les viaducs de Tosse-Montagne et de Grognet.
Ses caractéristiques principales sont : 

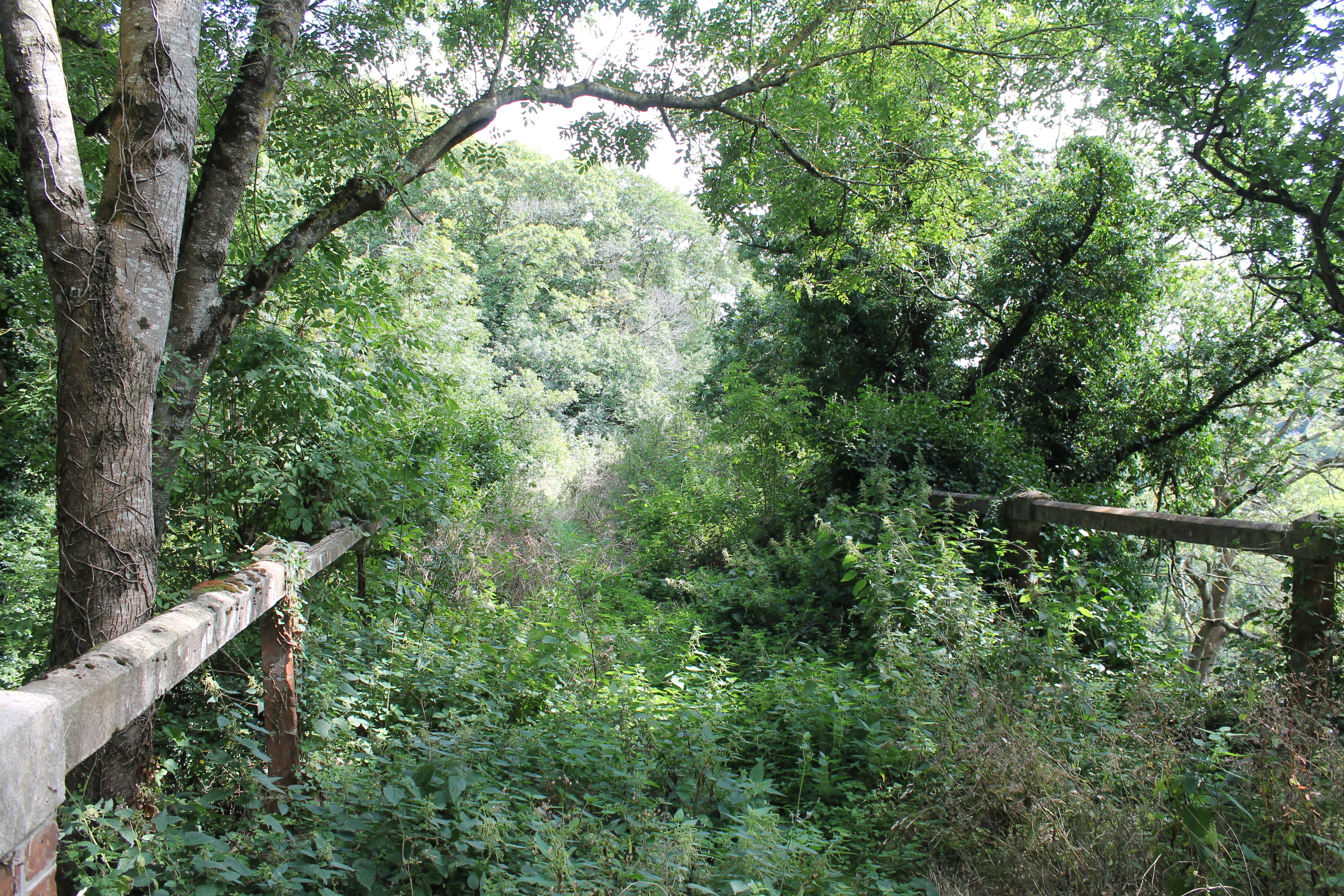
Le viaduc en 2015.

- Longueur totale : 61 m
- 6 arches
- Hauteur : 15 m